# ماركيز دي بومبال (لقب)

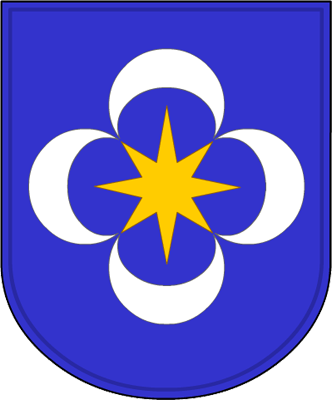
شعار الماركيز دي بومبال

كوندي دي أويراس (بالبرتغالية: Conde de Oeiras) هو لقب نبالة برتغالي وضعه الملك البرتغالي جوزيه الأول بمرسوم ملكي بتاريخ 15 يوليو 1759، ومُنح إلى سيباستياو جوزيه دي كارفالو إي ميلو، رئيس الحكومة البرتغالية.
لاحقاً، رفع الملك نفسه رتبة اللقب إلى ماركيز دي بومبال (بالبرتغالية: Marquês de Pombal) من خلال مرسوم ملكي آخر صدر في 16 سبتمبر 1769.